# Colotois vicinalis
Colotois vicinalis är en fjärilsart som beskrevs av Rudolphi 1935. Colotois vicinalis ingår i släktet Colotois och familjen mätare. Inga underarter finns listade i Catalogue of Life.